# Умершие в январе 2021 года
Это список известных людей, соответствующих установленным критериям значимости (см. Википедия:Критерии значимости персоналий), умерших в январе 2021 года.
Причина смерти указывается лишь в исключительных случаях (убийство, самоубийство, гибель в результате военных действий, смертная казнь, ДТП или несчастные случаи). В остальных случаях — не указывается.

## 31 января
- Агила Альмейда, Сойла (81) — кубинская антикоммунистка, единственная женщина — участница вооружённого Восстания Эскамбрай[1].
- Аппаев, Билял Добаевич (81) — советский и российский писатель, заслуженный работник культуры Российской Федерации (2001)[2].
- Бойко, Павел Платонович (75) — советский и российский художник-маринист, заслуженный работник культуры РСФСР, заслуженный деятель искусств Российской Федерации, руководитель студии военных художников имени М. Б. Грекова (1991—1998)[3].
- Браво, Дуглас (88) — венесуэльский левый политический деятель, руководитель партизанских действий против правительства[4].
- Васильев-Харысхал, Василий Егорович (70) — российский якутский писатель[5].
- Гомес, Алехандро (53) — испанский легкоатлет, серебряный призёр чемпионата мира по полумарафону (1996)[6].
- Грыц, Андрей (71) — словацкий актёр театра и кино[7].
- Канель, Геннадий Исаакович (76) — советский и российский физик, член-корреспондент РАН (2006)[8].
- Лугонич, Ристо (68) — сербский эстрадный певец и артист эстрады[9].
- Мурр, Мишель (88) — ливанский государственный деятель, министр внутренних дел (1990—2000)[10].
- Пакдемир, Атилла (77) — турецкий киноактёр[11].
- Ротман, Генрих Аронович (81) — советский и российский артист цирка, клоун, заслуженный артист РСФСР (1969)[12].
- Савой, Пьер-Поль (66) — канадский артист балета и хореограф[13].
- Сига, Виктор (75) — филиппинский политический деятель, член Сената Филиппин[14].
- Тверски, Авраам Иегошуа Хешель (90) — американский и израильский ортодоксальный раввин, врач-психиатр и писатель[15].
- Техада, Хусто (88) — испанский футболист[16].
- Туджман, Мирослав (74) — хорватский учёный и политический деятель, сын Франьо Туджмана[17].
- Штайдл, Ладислав (75) — чешский композитор и дирижёр[18].

## 30 января
- Брукс, Эндрю (51) — американский врач и учёный[19].
- Дамаскин (Балабанов) (65) — глава неканонической юрисдикции Российская православная церковь с титулом митрополит Московский и Всероссийский (с 2007 года)[20].
- Деб, Индраджит (73) — индийский киноактёр[21].
- Дудник, Сергей Иванович (64) — советский и российский философ, вице-президент Российского философского общества, директор Института философии Санкт-Петербургского государственного университета[22].
- Иошпе, Алла Яковлевна (83) — советская и российская эстрадная певица, выступала в дуэте со Стаханом Рахимовым, народная артистка Российской Федерации (2002)[23].
- Кириллов, Юрий Васильевич (64) — российский муниципальный деятель, мэр Обнинска (1991—1994)[24].
- Киселёва, Людмила Георгиевна (78) — общественный деятель, художник, писатель[25].
- Кнабе, Вильгельм (97) — немецкий эколог и политик, депутат Бундестага[26].
- Лаптев, Андрей Александрович (61) — российский военный лётчик-испытатель, Герой Российской Федерации (2005)[27].
- Ле Бри, Мишель (76) — французский писатель[28].
- Нило (80) — пакистанская киноактриса[29].
- Носков, Александр Леонидович (64) — советский и российский партийный, промышленный и государственный деятель, генеральный директор Новочеркасского электровозостроительного завода (1997—2005), заместитель губернатора Ростовской области (2009—2011), председатель совета директоров холдинга «Транспортные компоненты»[30].
- Похпатян, Григор Ашотович (75) — армянский государственный деятель, министр связи Армении (1991—1998)[31].
- Русинов, Константин (83) — болгарский партийный и государственный деятель, первый секретарь Пазарджикского обкома БКП[32].
- Салинас, Мануэль (80) — испанский художник[33].
- Сандулаке, Пантелей (64) — молдавский политический деятель, депутат парламента Молдовы первого созыва[34].
- Тремпон, Мишель (92) — бельгийский оперный певец (баритон)[35].
- Турки ибн Нассер Аль Сауд (72) — саудовский принц, министр по вопросам окружающей среды (2001—2013)[36].
- Уилмор, Марк (57) — американский сценарист анимации[37].
- Франса, Лисинью (67) — португальский актёр и певец[38].
- Чатари, Йожеф (77) — венгерский борец вольного стиля, двукратный бронзовый призёр летних Олимпийских игр (в Мехико 1968 и в Мюнхене 1972)[39].
- Sophie (34) — британский музыкант, продюсер, певица и автор песен; несчастный случай[40].

## 29 января
- Аристер, Николай Иванович (73) — советский и российский экономист, член-корреспондент РАО (2008)[41].
- Барба, Беатрис (92) — мексиканский археолог, действительный член Мексиканской академии наук[42].
- Валентайн, Хилтон (77) — британский рок-музыкант, участник блюз-рок-группы «The Animals»[43].
- Дуи, Ивон (85) — французский футболист, бронзовый призёр чемпионата мира в Швеции (1958)[44].
- Лай Сяоминь (58) — китайский бизнесмен и государственный деятель, глава государственной компании «China Huarong Asset»; казнён[45].
- Павичич, Желько (71) — сербский поэт-песенник и музыкант[46].
- Рулен, Мерритт (76) — американский лингвист, известен своими работами по классификации языков, палеолингвистике и эволюции языков[47].
- Сергеев, Леонид Павлович (91) — советский и российский учёный-языковед, заведующий лабораторией чувашской диалектологии Чувашского государственного педагогического университета, заслуженный деятель науки Российской Федерации (2001)[48].
- Сидоров, Владислав Петрович (74) — советский и российский художник-керамист, заслуженный художник Российской Федерации (2002)[49].
- Уркмез, Варол (84) — турецкий футболист и актёр[50].
- Фрожуэлло, Роберто (83) — бразильский футболист[51].
- Чейни, Джон (89) — американский баскетболист и баскетбольный тренер[52].
- Шоабдурахимов, Шоиноят Рахимович (91) — советский и узбекский хозяйственный деятель, начальник Ташкентского метрополитена (1976—1996)[53].

## 28 января
- Айяли, Шедли (87) — тунисский государственный деятель, министр финансов и образования и председатель Национального банка Туниса[54].
- Бедердинов, Владимир Арифуллович (73) — советский и российский военный деятель, контр-адмирал[55].
- Белоцерковский, Михаил Лазаревич (76) — российский театральный фотограф[56].
- Ван Шоугуань (98) — китайский радиоастроном, член Китайской академии наук (1980)[57].
- Дель Рио Мартин, Хуан (73) — испанский архиепископ, военный ординарий Испании (с 2008)[58].
- Дюбуа, Жан (94) — бельгийский спортсмен (хоккей на траве), участник летних Олимпийских игр в Лондоне (1948), в Хельсинки (1952), в Мельбурне (1956) и в Риме (1960)[59].
- Жосану, Ефим (73) — молдавский писатель и журналист, президент Национального Олимпийского комитета Республики Молдова[60].
- Карамфилов, Ставри (64) — болгарский театральный режиссёр, главный режиссёр Благоевградского театра драмы имени Николы Вапцарова[61].
- Котыс, Рышард (88) — польский актёр[62].
- Крутцен, Пауль (87) — нидерландский химик, лауреат Нобелевской премии по химии (1995), иностранный член РАН (1999)[63].
- Лановой, Василий Семёнович (87) — советский и российский актёр театра и кино, народный артист СССР (1985), Герой Труда Российской Федерации (2019)[64].
- Омеляненко, Василий Ануфриевич (95) — советский и украинский художник народного промысла, лауреат Национальной премии Украины имени Тараса Шевченко[65].
- Тайсон, Сисели (96) — американская актриса[66].
- Тамаши, Франьо (83 или 84) — югославский и сербский боксёр и тренер по боксу[67].
- Ткачёв, Владимир Яковлевич (95) — участник Великой Отечественной войны, Герой Советского Союза (1945)[68].
- Уолперт, Льюис (91) — британский биолог, член Лондонского королевского общества (1980)[69].
- Царгуш, Василий Михайлович (82) — советский и абхазский композитор и дирижёр, художественный руководитель Государственного ансамбля народной песни и танца Абхазии, народный артист Республики Абхазия[70].
- Цванг, Семён Рувинович (96) — украинский писатель, поэт и драматург[71].

## 27 января
- Абабий, Эдуард (51) — молдавский юрист, судья Конституционного суда Молдовы[72].
- Альфаро, Флавио (59) — американский бейсболист, серебряный призёр летних Олимпийских игр в Лос-Анджелесе (показательные соревнования)[73].
- Ахекян, Татьяна Лукинична (93) — советский и украинский хореограф[74].
- Блуме, Герт (86) — шведский хоккеист, серебряный призёр зимних Олимпийских игр в Инсбруке (1964)[75].
- Болсунов, Андрей Анатольевич (52) — российский театральный актёр, артист «Гоголь-центра» (с 1993) и кино[76].
- Бурега, Валерий Васильевич (70) — советский и украинский социолог и психолог, доктор социологических наук, профессор[77].
- Камачо, Блас (81) — испанский политический деятель, депутат Нижней палаты Конгресса Испании[78].
- Кампос, Адриан (60) — испанский автогонщик, гонщик «Формулы-1», владелец гоночной команды[79].
- Кокеладзе, Мераб Ревазович (?) — российский бизнесмен, основатель компании «Канонфарма продакшн»[80].
- Косунов, Алмас (71) — казахстанский деятель науки, председатель Аэрокосмического агентства Казахстана[81].
- Кук, Дэвид Чарльз (74) — мастер карате, носитель титула Сокэ и автор книги по кёкусинкай — «Сила карате»[82].
- Лахин, Юрий Николаевич (68) — советский и российский актёр театра и кино, заслуженный артист РСФСР (1988)[83].
- Манджиев, Олег Лиджиевич (72) — русский писатель и киносценарист, сын Л. И. Манджиева[84].
- Масарский, Марк Вениаминович (80) — советский и российский бизнесмен и философ, один из авторов Конституции Российской Федерации[85].
- Минаванд, Мердад (45) — иранский футболист, игравший за национальную сборную[86].
- Немечек, Карл Фридрихович (70) — советский и украинский трубач, солист Национального симфонического оркестра Украины[87].
- Пуиджделливоль, Антони (74) — андоррский государственный деятель, депутат парламента Андорры, министр туризма и окружающей среды (2005—2007)[88].
- Раскатов, Александр Николаевич (44) — заместитель командующего войсками ВВО (c 2018), генерал-майор[89].
- Рябцев, Александр Спиридонович (99) — советский и российский писатель, участник Великой Отечественной войны[90].
- Саттаров, Рифкат Гарафиевич (61) — российский спортивный функционер[91].
- Соколовский, Виталий Иванович (71) — советский и российский театральный актёр, артист Ростовского театра драмы, заслуженный артист Российской Федерации (2003)[92].
- Страхов, Александр Борисович (72) — русский поэт и этнограф-лингвист, редактор и издатель журнала «Paleoslavica»[93].
- Уварова, Ирина Павловна (88) — советская и российская диссидентка, вдова Юлия Даниэля[94].

## 26 января
- Бёльке, Винфрид (79) — западногерманский велогонщик, бронзовый призёр чемпионата мира 1963 года[95].
- Берит Оскаль Айра (69) — норвежский саамский политический деятель[96].
- Венглош, Йозеф (84) — словацкий футболист и тренер[97].
- Виноградов, Леонид Николаевич (82) — советский и российский художник, заслуженный художник РСФСР (1991)[98].
- Воронов, Алексей Николаевич (97) — советский военный, участник Великой Отечественной войны[99].
- Гуммель, Маргитта (79) — восточногерманская легкоатлетка, чемпионка летних Олимпийских игр в Мехико (1968), серебряный призёр летних Олимпийских игр в Мюнхене (1972)[100].
- Личмен, Клорис (94) — американская актриса[101].
- Луньков, Николай Митрофанович (102) — советский дипломат, Чрезвычайный и Полномочный Посол СССР в Норвегии (1962—1968), в Великобритании и (по совместительству) на Мальте (1973—1980), в Италии (1980—1990)[102].
- Мациухова, Гана (75) — чешская актриса[103].
- Мортимор, Джон (86) — английский футболист и тренер[104].
- Нурен, Ларс (76) — шведский поэт, драматург, сценарист, театральный режиссёр[105].
- О'Салливен, Кара (58) — ирландская оперная певица (сопрано)[106].
- Пименов, Евгений Васильевич (68) — российский нанобиотехнолог, директор НИИ микробиологии МО РФ (1991—2005), ректор Вятского университета (2005—2009), член-корреспондент РАН (2008)[107].
- Приходько, Сергей Эдуардович (64) — российский государственный деятель, дипломат, заместитель Председателя правительства Российской Федерации (2013—2018)[108].
- Рыжкин, Анатолий Андреевич (83) — советский и российский учёный в области трения и износа материалов, доктор технических наук (1985), профессор, ректор ДГТУ (1988—2007)[109].
- Рыскулов, Рамис (86) — советский и киргизский художник, поэт и литературный переводчик, народный поэт Кыргызской Республики[110].
- Соколов, Юрий Николаевич (76) — украинский кардиолог, член-корреспондент НАМНУ (2010)[111].
- Стаханов, Владимир Анатольевич (58) — российский врач, профессор, заведующий кафедрой фтизиатрии РНИМУ им. Н. И. Пирогова[112]
- Трухильо, Карлос Хольмес (69) — колумбийский государственный деятель, министр иностранных дел Колумбии (2018—2019)[113].
- Хямелянина, Лидия Тимофеевна (86) — советская и российская поэтесса[114].
- Шнырко, Александр Алексеевич (73) — советский и российский японовед и филолог[115].

## 25 января
- Аль-Дурра, Мухамма (83) — иорданский художник[116].
- Антишин, Александр Геннадиевич (70) — советский и российский медицинский работник, заслуженный врач России[117].
- Бача, Юрий (88) — словацкий поэт и литературовед-украинист[118].
- Беляев, Евгений Николаевич (83) — российский гигиенист, главный государственный санитарный врач РСФСР и России (1990—1996), член-корреспондент РАМН (2005—2014), член-корреспондент РАН (2014)[119].
- Борха, Чико (61) — американский футболист, игрок в шоубол и мини-футбол, тренер[120].
- Борщ-Компониец, Виталий Иванович (89) — советский и российский учёный-горняк, крупный специалист в области маркшейдерского дела и геомеханики породных массивов. Лауреат Государственной премии СССР[121].
- Брайт, Дэвид (64) — ботсванский футбольный тренер, тренер сборной Ботсваны по футболу[122].
- Каганович, Борис Соломонович (68) — советский и российский историк, доктор исторических наук[123].
- Кадрич, Риалда (57) — сербская актриса[124].
- Легошин, Владимир Константинович (80) — российский архитектор, заслуженный архитектор Российской Федерации (1993)[125].
- Лехатинов, Анатолий Михайлович (85) — советский и российский геофизик, геолог и эколог, директор национального парка «Тункинский»[126].
- Ч. Р. Парттипан (92) — индийский актёр[127].
- Пасин, Владислав Сергеевич (91) — советский и российский писатель[128].
- Паулины, Ян (81) — словацкий востоковед-арабист и переводчик[129].
- Ришар, Жан (99) — французский историк-медиевист[130].
- Серебренников, Эрнест Наумович (84) — советский и российский спортивный комментатор и режиссёр спортивных программ[131].
- Суханек, Владимир (87) — чешский художник и график[132].
- Схирели, Нугзар (74) — грузинский тренер по вольной борьбе[133].
- Токарчук, Ирина Сергеевна (61) — украинская актриса театра и кино[134].
- Чахвадзе, Владимир Зосимович (88) — виолончелист, заслуженный артист Российской Федерации (2004)[135].
- Шаляпин, Александр Николаевич (41) — российский актёр, комик и радиоведущий; самоубийство[136].
- Шапиро, Лев Борисович (93) — советский партийный деятель, первый секретарь обкома КПСС Еврейской автономной области (1970—1987)[137].
- Шевчук, Александр Владимирович (54) — российский эксперт моды, телевизионный и театральный имиджмейкер, стилист и бизнесмен[138].
- Шигер, Жауад (35) — французский боксёр, бронзовый призёр чемпионата Европы в Ливерпуле (2008)[139].
- Шиманский, Всеволод Павлович (99) — советский государственный деятель, министр торговли РСФСР (1972—1989)[140].

## 24 января
- Армстронг, Джордж (90) — канадский хоккеист («Торонто Мейпл Лифс»)[141].
- Болотов, Альберт Васильевич (86) — советский и казахстанский учёный и изобретатель, ректор Алма-Атинского энергетического института (1975—1985)[142].
- Борисов, Алексей Владимирович (55) — российский математик, доктор физико-математических наук (2001), лауреат премии имени С. В. Ковалевской (2012)[143].
- Брауэр, Арик (92) — австрийский художник[144].
- Бркович, Ефрем (87) — югославский и черногорский писатель, действительный член Черногорской академии наук и искусств (2018)[145].
- Валиракис, Сифис (77) — греческий политический деятель, министр по защите прав граждан Греции[146].
- Виноградов, Валентин Васильевич (69) — инженер-строитель, доктор технических наук, профессор, первый проректор МИИТ по учебной работе (1997—2000)[147].
- Гогин, Михаил Иванович (91) — советский и российский передовик сельскохозяйственного производства, Герой Социалистического Труда (1973)[148].
- Дорофеев, Владислав Юрьевич (64) — российский хозяйственный деятель, генеральный директор Калининградского морского торгового порта (с 2009)[149].
- Ибрахим, Абдуллахи (82) — нигерийский юрист, министр юстиции Нигерии (1997—1999)[150].
- Иванцов, Олег Максимович (102) — инженер-строитель, доктор технических наук, профессор, заслуженный деятель науки и техники РСФСР (1991)[151].
- Игнатенко, Александр Александрович (73) — советский и российский исламовед, доктор философских наук, профессор[152].
- Йоуханнес Эдвальдссон (70) — исландский футболист[153].
- Кардозу э Кунья, Антониу (87) — португальский политик и бизнесмен[154].
- Кирби, Брюс (95) — американский актёр[155].
- Кокот, Францишек (91) — польский нефролог и эндокринолог, действительный член Польской академии наук (1994)[156].
- Линдблум, Гуннель (89) — шведская актриса и режиссёр[157].
- Мирза, Шахзад (68) — пакистанский шахматист, тренер, генеральный секретарь Шахматной федерации Пакистана (1993—1998)[158].
- О’Донохью, Патрик (86) — ирландский католический епископ[159].
- Романов, Николай Степанович (91) — советский и российский фотохудожник[160].
- Сархаян, Саркис Азатович (73) — советский спортсмен, тренер (настольный теннис), серебряный призёр чемпионата мира (1975)[161].
- Соколик, Вильям (93) — словацкий историк литературы, поэт и теоретик фотографии[162].
- Фёдоров, Александр Анатольевич (68) — российский хозяйственный деятель и предприниматель, директор (1996—2012) и совладелец Челябинского трубопрокатного завода[163].
- Чеботько, Николай Сергеевич (38) — казахстанский лыжник, бронзовый призёр чемпионата мира в Валь-ди-Фьемме (2013); ДТП[164].
- Чуланов, Василий Александрович (91) — советский и российский философ, заслуженный профессор ЮРГТУ (НПИ), почётный гражданин города Шахты (2004)[165].

## 23 января
- Гримальди, Альберто (95) — итальянский кинопродюсер[166].
- Долгов, Виктор Михайлович (74) — советский и российский политолог и публицист, доктор исторических наук, профессор Поволжского института управления имени П. А. Столыпина[167].
- Ларри Кинг (87) — американский тележурналист[168].
- Мадригаль, Марта (92) — мексиканская поэтесса[169].
- Метц, Лотар (82) — восточногерманский борец греко-римского стиля, чемпион летних Олимпийских игр в Мехико (1968)[170].
- Ноубл, Триша (76) — австралийская актриса и певица[171].
- Олсон, Сторрс Лавджой (76) — американский биолог и орнитолог (о смерти объявлено в этот день)[172].
- Перри, Гарри (86) — ирландский боксёр, бронзовый призёр чемпионата Европы по боксу (1959)[173].
- Пиррера, Омар (88) — итальянский поэт[174].
- Покрашенко, Михаил Иванович (72) — советский и российский художник[175].
- Сакамото, Сумико (84) — японская актриса и певица[176] Архивная копия от 23 января 2021 на Wayback Machine.
- Симакова, Мария Васильевна (86) — советская и российская художница декоративно-прикладного искусства, заслуженный художник Российской Федерации (2008)[177].
- Феррер, Тони (86) — филиппинский актёр[178].
- Холбрук, Хэл (95) — американский актёр[179].
- Штефэнеску, Оана (60) — румынская актриса[180].

## 22 января
- Аарон, Хэнк (86) — американский бейсболист[181].
- Бернстайн, Уолтер (101) — американский сценарист[182].
- Гарсия, Хосе Анхель (62) — мексиканский актёр и режиссёр[183].
- Гируть-Русакевич, Валентина Францевна (67) — белорусская поэтесса, журналистка[184].
- Громов, Феликс Николаевич (83) — советский и российский военный деятель, главнокомандующий Военно-морским флотом Российской Федерации (1992—1997), адмирал флота (1996)[185].
- Гусман Тапия, Хуан (81) — чилийский судья, ведущий судебного процесса над Аугусто Пиночетом[186].
- Дандрель, Луи (82) — французский композитор, дирижёр и музыкальный критик[187].
- Дуран, Рикарду (92) — португальский спортсмен (современное пятиборье), участник летних Олимпийских игр в Хельсинки 1952 года[188].
- Лабиди Майза, Мехерзия (57) — тунисский политик и переводчица, первый вице-спикер Учредительного собрания Туниса (2011—2014)[189].
- Ломбарди, Джанфранко (79) — итальянский баскетболист и тренер[190].
- Лоусон, Джанет (80) — американская джазовая певица[191].
- Пенман, Шэрон Кей (75) — американская писательница[192].
- Проститов, Олег Леонидович (65) — советский и российский композитор, заслуженный деятель искусств Российской Федерации (2003)[193].
- Романюк, Николай Прокопьевич — украинский политический деятель, депутат Верховной Рады Украины[194].
- Севан, Ольга Георгиевна (73) — советский и российский архитектор-реставратор, историк архитектуры, заслуженный работник культуры Российской Федерации (2007)[195]
- Спицин, Владимир Владимирович (79) — советский и российский зоолог, директор Московского зоопарка (1977—2013), заслуженный работник культуры РСФСР (1983)[196].
- Уильямс, Джонни (73) — английский футболист[197].
- Чигведере, Эней (81) — зимбабвийский государственный деятель, министр образования (2001—2008)[198].
- Шелтон, Лутон (35) — ямайский футболист, игрок национальной сборной[199].

## 21 января
- Авена, Каличто (77) — колумбийский футболист, игравший за национальную сборную[200].
- Азизов, Бободжон (70) — таджикский певец и актёр, народный артист Таджикистана[201].
- Аллен, Кларенс (95) — американский геолог и сейсмолог, член Национальной академии наук США (1976)[202].
- Арно, Вэн (57 или 58) — американский художник[203].
- Васкес, Лупе (75) — мексиканская актриса и сценаристка[204].
- Гратон, Жан (97) — французский автор комиксов[205].
- Делон, Натали (79) — французская киноактриса[206].
- Евангулов, Георгий Люцианович (90) — советский и российский тренер по прыжкам в воду, тренер сборной СССР, заслуженный тренер РСФСР[207].
- Жюльен, Реми (90) — французский мотоциклист, каскадёр и постановщик трюков для кинематографа и телевидения[208].
- Зубов, Алексей Николаевич (84) — советский и американский саксофонист, композитор[209].
- Кирман, Джерри (67) — ирландский легкоатлет, участник летних Олимпийских игр 1984 года в Лос-Анжелесе[210].
- Манджини, Чечилия (93) — итальянский кинорежиссёр[211].
- Мвамба, Энтони (60) — замбийский боксёр, участник летних Олимпийских игр 1988 года в Сеуле[212].
- Мтхембу, Джексон (62) — южноафриканский государственный деятель, президентский министр ЮАР[213].
- Мурина, Елена Борисовна (95) — советский и российский искусствовед, историк искусства[214].
- Мюллер, Андре (95) — немецкий писатель[215].
- Николс, Кит (75) — британский джазовый музыкант[216].
- Пампуро, Хосе (71) — аргентинский государственный деятель, министр обороны Аргентины (2003—2005)[217].
- Партон, Рэнди (67) — американский певец и автор песен[218].
- Рябыкина, Галина Владимировна (75) — советский и российский кардиолог, доктор медицинских наук, профессор, главный научный сотрудник лаборатории ЭКГ НИИ кардиологии имени А. Л. Мясникова[219].
- Хмелевский, Хенрик Ежи (97) — польский художник, автор комиксов[220].
- Храповицкая, Галина Николаевна (90) — советский и российский филолог-скандинавист, доктор филологических наук[221].
- Чарторыйский, Станислав Ян Анджей (81) — польский дипломат, посол Польши в Норвегии и Исландии[222].
- Шишкин, Михаил Иванович (79) — советский и российский хозяйственный, государственный и политический деятель, доктор экономических наук, профессор[223].
- Шпитцерова, Далма (95) — словацкая актриса[224].

## 20 января
- Блатны, Павел (89) — чешский композитор, пианист, дирижёр, музыкальный драматург и публицист[225].
- Болдырев, Александр Вилович (65) — российский дипломат, Чрезвычайный и Полномочный посол Российской Федерации в Замбии (с 2019)[226].
- Булкина, Инна Семёновна (57) — украинский литературовед, доктор филологических наук[227].
- Бютукаев, Аслан Авгазарович (46) — чеченский террорист-исламист, полевой командир северокавказских боевиков; убит[228].
- Добрынин, Виталий Фёдорович (65) — советский и российский художник[229].
- Долматовская, Галина Евгеньевна (81) — российский документальный кинорежиссёр, сценарист и автор книг, дочь Евгения Долматовского[230].
- Ермаков, Сергей Леонидович (48) — украинский модельер[231].
- Ешмамбетов, Радбек Бакиевич (71) — советский и киргизский государственный деятель, председатель Иссык-Кульского, Нарынского облсоветов народных депутатов (1990—1991)[232].
- Заборов, Борис Абрамович (85) — советский и французский художник[233].
- Зерцалов, Геннадий Иванович (80) — советский партийный деятель, первый секретарь Казанского горкома КПСС, председатель Казанского городского Совета народных депутатов (1990—1991)[234].
- Кершенбаум, Всеволод Яковлевич (80) — советский и российский учёный в области химического и нефтяного машиностроения, доктор технических наук (1984), профессор РГУ нефти и газа, заслуженный деятель науки Российской Федерации (2003)[235].
- Лозински, Штефан (76) — молдавский журналист и поэт[236].
- Мишра, Раби (64) — индийский киноактёр[237].
- Мойо, Сибусисо (60—61) — зимбабвийский государственный деятель, министр иностранных дел и внешней торговли (с 2017 года)[238].
- Мухин, Владимир Иванович (78) — советский и российский архитектор[239].
- Намбутири, Унникришнан (98) — индийский киноактёр[240].
- Отхмезури, Георгий Константинович (66) — советский грузинский историк, палеограф, источниковед, доктор исторических наук (1999), профессор факультета гуманитарных наук Тбилисского государственного университета[241].
- Падилья, Гастон (75) — мексиканский актёр[242].
- Серафим (Скуратов) (79) — архиерей ПРЦ/РПЦЗ(Р), архиепископ Бирмингемский и Европейский[243].
- Сёмочкин, Андрей Юрьевич (57) — российский военный дирижёр и композитор, заслуженный артист Российской Федерации[244].
- Суон, Питер (84) — английский футболист, участник чемпионата мира 1962 года[245].
- Тюстин, Александр Васильевич (79) — советский и российский историк и краевед, журналист, писатель[246].
- Фурлан, Мира (65) — югославская и хорватская актриса и певица[247].
- Чибисов, Сергей Иванович (72) — советский и российский художник, поэт и архитектор[248].
- Чиботару, Михаил Георге (86) — советский и молдавский писатель-публицист, министр культуры Республики Молдова (1994—1996)[249].

## 19 января
- Абдураззаков, Хабибулло Абдураззакович (83) — советский и таджикский актёр и режиссёр, народный артист Таджикской ССР (1987)[250].
- Аксёнов, Владимир Иванович (80) — советский и российский работник органов государственной безопасности, начальник управления ФСБ России по Тульской области (1991—1996), генерал-майор[251].
- Алвес дос Сантос, Жозе (86) — бразильский футболист[252].
- Григорьева, Ренита Андреевна (89) — советский и российский кинорежиссёр, сценарист документального и игрового кино, актриса, писатель, общественный деятель, лауреат Государственной премии СССР (1983)[253].
- Дзукки, Джованни (89) — итальянский гребец, бронзовый призёр Летних Олимпийских игр в Риме (1960)[254].
- Дилу, Муджибур Рахман (69) — бангладешский киноактёр[255].
- Катин, Станислав Владимирович (84) — советский и российский изобретатель и конструктор, главный научный конструктор НИИИС, заслуженный конструктор Российской Федерации, лауреат Государственной премии СССР[256].
- Киспе, Фелипе (78) — боливийский профсоюзный и политический деятель, историк[257].
- Куприянов, Георгий Алексеевич (96) — советский кинооператор[258].
- Лютер, Нарендра (88) — индийский писатель[259].
- Макалузо, Эмануэле (96) — итальянский профсоюзный деятель, главный редактор газеты «Унита»[260].
- Маэстри, Чезаре (91) — итальянский альпинист и писатель[261].
- Огурцов, Владимир Анатольевич (79) — советский и российский баянист и гармонист, заслуженный работник культуры Российской Федерации (2010)[262].
- Пастухов, Борис Николаевич (87) — советский и российский государственный деятель, первый секретарь ЦК ВЛКСМ (1977—1982), министр по делам СНГ Российской Федерации (1998—1999)[263].
- Пенья, Густаво (79) — мексиканский футболист и тренер[264].
- Райнбеков, Алимгазы Смагулович (84) — советский и казахстанский киноактёр[265].
- Садыгов, Мирдамед Мирсадыг оглу (70) — доктор экономических наук, профессор, ректор Азербайджанского государственного аграрного университета (2008—2013), глава исполнительной власти Исмаиллинского района (2013—2020)[266].
- Сиджах, Хазретбий Исхакович (88) — советский и российский военный деятель, писатель и журналист[267].
- Скшиванек, Ярослав (85) — словацкий оператор-документалист[268].
- Степанян, Виген Борисович (68) — советский и армянский кинорежиссёр и актёр, заслуженный деятель искусств Армении[269].
- Шаша, Константин Григорьевич (92) — советский и украинский оперный певец (тенор), солист Харьковского национального академического театра оперы и балета имени Николая Лысенко, народный артист Украины (2007)[270].

## 18 января
- Арсанов, Ахмет Баудинович (87) — советский и российский государственный и политический деятель, Председатель Временного Верховного Совета Чечено-Ингушской ССР (1991)[271].
- Бакри, Жан-Пьер (69) — французский актёр и сценарист[272].
- Берко, Альберто (91) — аргентинский актёр[273].
- Благова, Людмила Гаязовна (62) — российская актриса Санкт-Петербургского Кукольного театра сказки, заслуженная артистка Российской Федерации (2003)[274].
- Бурга, Карлос (68) — перуанский боксёр, участник летних Олимпийских игр в Мюнхене 1972 года[275].
- Васильев, Дмитрий Дмитриевич (74) — российский востоковед, тюрколог[276].
- Вахрам, Хайк (81) — болгарский спортивный журналист[277].
- Выхухолев, Игорь Владимирович (66) — российский тележурналист, ведущий программы «Время»[278].
- Гаськов, Александр Михайлович (76) — советский и российский химик-неорганик, доктор химических наук (с 1989), профессор (с 1993), заведующий (с 2008) лабораторией химии и физики полупроводниковых и сенсорных материалов МГУ им. М. В. Ломоносова[279].
- Даянов, Рафаэль Маратович (70) — советский и российский архитектор, заслуженный строитель РФ (2005)[280].
- Евсюков, Алексей Павлович (71) — советский и российский пианист-аккомпаниатор и композитор, народный артист Российской Федерации (2002)[281].
- Живан, Виктор Иванович (62) — российский архитектор-реставратор[282].
- Кавалек, Любомир (77) — чешский и американский шахматист, гроссмейстер[283].
- Кадрени, Хосеп Мария Местрес (91) — испанский композитор[284].
- Котербская, Мария (96) — польская эстрадная певица[285].
- Курбонов, Рахматжон — узбекский фолк-певец, исполнитель в жанре маком, заслуженный артист Узбекистана[286].
- Лисовой, Александр Иванович (63) — советский и российский тренер по лёгкой атлетике (прыжки с шестом), заслуженный тренер Российской Федерации[287].
- Мичри, Александр Ильич (86) — советский и российский художник, заслуженный художник Российской Федерации (2004), академик РАХ (2011)[288].
- Монтеро, Клаудия (58) — аргентинский композитор[289].
- Мэнс, Джуниор (92) — американский джазовый пианист[290].
- Османоглу, Дюндар (90) — глава Дома Османов (с 2017 года)[291].
- Ривера Санчес, Франсиско Даниэль (66) — мексиканский католический епископ[292].
- Риш, Катрин (88) — французская актриса[293].
- Ричардсон, Дэвид (66) — американский телепродюсер[294].
- Савотченко, Евгений Николаевич (88) — советский и российский художник и государственный деятель, председатель Белгородского горисполкома (1973—1986)[295].
- Табио, Хуан Карлос (77) — кубинский кинорежиссёр[296].
- Толстихин, Игорь Нестерович (84) — советский и российский геохимик, доктор химических наук, главный научный сотрудник Геологического института КНЦ РАН[297].
- Хорват, Иван (85) — словацкий композитор[298].
- Цфасман, Анатолий Захарович (92) — советский и российский терапевт, доктор медицинских наук (1967) специалист в области профессиональных заболеваний и железнодорожной медицины[299].
- Черняк, Владимир Кириллович (79) — украинский общественный и политический деятель, основатель движения «Рух», депутат Верховной Рады Украины (1998—2006)[300].
- Шмулевич-Ром, Дани (80) — израильский футболист, игравший за национальную сборную[301].
- Шустер, Григорий Александрович (80) — советский и российский театральный актёр, артист Новосибирского театра «Красный факел», заслуженный артист РСФСР (1981)[302].

## 17 января
- Антошкин, Николай Тимофеевич (78) — советский и российский военный лётчик, генерал-полковник (1994), Герой Советского Союза (1986)[303].
- Браль, Жак (72) — французский кинорежиссёр и киносценарист[304].
- Вершков, Иван Васильевич (82) — советский и российский военный деятель, командующий 27-й гвардейской ракетной армией (1989—1990), генерал-лейтенант[305].
- Гроссфельд, Мюриэль (80) — американская гимнастка, тренер и судья, чемпион Панамериканских игр 1963 года в командных соревнованиях[306].
- Деджорджио, Витторио (82) — итальянский физик, известный своими работами по оптике и статистической физике[307].
- Джилкес, Эбе (90) — гайанский и барбадосский джазовый пианист, руководитель джазового квартета Эбе Джилкеса[308].
- Илунга, Халифа — танзанийский поп-певец[309].
- Киндаров, Заур Баронович (56) — советский и российский чеченский врач, ректор Чеченского государственного университета[310].
- Констебль, Джайлз (91) — американский и английский историк-медиевист[311].
- Лыч, Леонид Михайлович (91) — советский и белорусский историк и публицист, доктор исторических наук (1989), профессор (1993), сотрудник Института истории АН БССР/НАН Беларуси (с 1962)[312].
- Мартинс Куйе, Джабрил (78) — нигерийский государственный деятель, министр по делам коммерции и промышленности (2010—2011)[313].
- Мокеев, Геннадий Яковлевич (88) — советский и российский архитектор[314].
- Муреев, Анатолий Фёдорович (78) — советский и российский журналист, заслуженный работник культуры Российской Федерации[315].
- Нестико, Сэмми (96) — американский джазовый композитор и аранжировщик[316].
- Уилсон, Филипп Эдвард (70) — австралийский католический прелат, архиепископ Аделаиды (2001—2018)[317].
- Хан, Гулам Мустафа (89) — индийский певец и музыкант классической традиции[318].
- Шаш, Йожеф (82) — венгерский театральный актёр-комик и режиссёр[319].
- Шульга, Валерий Павлович (70) — советский и российский театральный художник[320].

## 16 января
- Брайс, Майкл (82) — австралийский архитектор и графический дизайнер[321].
- Бурыкин, Алексей Алексеевич (66) — российский языковед, фольклорист, доктор филологических (2001) и исторических (2011) наук, сотрудник Института лингвистических исследований РАН[322].
- Вареланс, Пол (51) — американский боец смешанных единоборств[323].
- Кузнецов, Сергей Николаевич (67) — российский дипломат, Чрезвычайный и Полномочный Посол Российской Федерации в Объединённых Арабских Эмиратах (с 2019)[324].
- Майянен, Паве (70) — финский музыкант, певец, автор песен[325].
- Миряну, Михай (71) — советский и молдавский художник[326].
- Неттен, Дан (86) — нидерландский футболист[327].
- Нтули, Бхеки (63) — южноафриканский политический деятель, член Национальной ассамблеи ЮАР[328].
- Паша, Фарида (68) — индонезийская актриса[329].
- Родин, Сергей Александрович (39) — российский футболист[330].
- Скивова-Далмадиова, Маргита (90) — словацкая певица[331].
- Спектор, Фил (81) — американский музыкальный продюсер и автор песен, убийца Ланы Кларксон[332].
- Сун, Муаммер (88) — турецкий композитор[333].
- Терещенко, Виктор Алексеевич (82) — белорусский бизнесмен, глава ЗАО «Витекс» (с 1988)[334].
- Филлипс, Сэм (72) — южноафриканский киноактёр[335].
- Хакимов, Борис Васильевич (70) — советский и российский политик, народный депутат РСФСР и член Верховного совета РФ, доктор экономических наук[336].
- Хандель, Дьёрдь (61) — венгерский футболист[337].
- Чхве Джон Не (65) — южнокорейская поэтесса[338].

## 15 января
- Антонов, Виктор Васильевич (93) — советский партийный деятель и организатор органов внутренних дел, заместитель начальника ГУВД Москвы (1978—1991)[339].
- Аравин, Дмитрий Владимирович (73) — советский и российский поэт[340].
- Асенсио Монтес, Меланио (84) — испанский легкоатлет (спринтерский бег), участник летних Олимпийских игр в Риме (1960)[341].
- Барнетт, Джефф (74) — английский футболист[342].
- Богданов, Евгений Владимирович (74) — советский и российский художник, заслуженный художник Российской Федерации (2002)[343].
- Борисов, Сергей Георгиевич (62) — российский лётчик-испытатель ОКБ имени А. Н. Туполева, Герой Российской Федерации (2000)[344].
- Бредикис, Витаутас (90) — советский и литовский архитектор, народный архитектор Литовской ССР (1984), ректор Вильнюсской художественной академии (1988—1994)[345].
- Введенский, Георгий Эдишерович (66) — советский и российский военный историк и музейный работник[346].
- Вишневский, Анатолий Григорьевич (85) — советский и российский демограф и экономист, доктор экономических наук (1983), директор Института демографии Высшей школы экономики (с 2007)[347].
- Воробьёв, Александр Петрович (58) — советский и российский актёр театра и кино, заслуженный артист Российской Федерации (2000)[348].
- Гарсия, Хильдардо (66) — колумбийский шахматист, гроссмейстер (2008)[349].
- Зуев, Виктор Константинович (82) — советский и российский офтальмолог, доктор медицинских наук (1995), профессор, сотрудник МНТК «Микрохирургия глаза» (c 1980)[350].
- Кантаторе, Висенте (85) — аргентинский футболист и тренер[351].
- Каравашкин, Андрей Витальевич (56) — российский филолог-медиевист, литературовед[352].
- Кондратьев, Фёдор Викторович (87) — советский и российский психиатр, публицист[353].
- Малья, Херардо (84) — испанский актёр и театральный режиссёр[354].
- Мункачи, Миклош (79) — венгерский писатель[355].
- Назаров, Юрий Павлович (71) — советский и российский строитель-сейсмолог, директор ЦНИИСК им. В. А. Кучеренко (2006—2010)[356].
- Розанов, Юрий Константинович (81) — советский и российский ученый, специалист в области преобразовательной техники и силовой электроники, лауреат Премии Правительства Российской Федерации в области науки и техники[357].
- Ротшильд, Бенджамин де (57) — французский банкир, председатель совета директоров «Edmond de Rothschild Holding» (с 1997)[358].
- Федоровский, Вячеслав Иванович (97) — советский и российский писатель и книгоиздатель[359].
- Фёдоров, Юрий Иванович (75) — советский и российский военный деятель, начальник Тверского суворовского военного училища (1991—2008), генерал-майор[360].
- Це, Манфред (87) — немецкий военный деятель, командир 11-й мотострелковой дивизии (1977—1984), генерал-майор Национальной народной армии[361].

## 14 января
- Архангельский, Юрий Семенович (83) — советский экономист-кибернетик, доктор экономических наук, один из основоположников развития экономической кибернетики на Украине[362].
- Бёрвилл, Клифф (83) — австралийский велогонщик, участник летних Олимпийских игр 1956 года в Мельбурне[363].
- Борнстайн, Гарольд (73) — американский врач, личный врач Дональда Трампа[364].
- Веселов, Александр Павлович (66) — российский биолог, доктор биологических наук (2002), профессор кафедры биохимии и биотехнологии ННГУ[365].
- Грачевский, Борис Юрьевич (71) — советский и российский кинорежиссёр, сценарист, директор (1974—2001) и художественный руководитель (с 2002 года) детского киножурнала «Ералаш», заслуженный деятель искусств Российской Федерации (2000)[366].
- Де Фриз, Ян (77) — нидерландский мотогонщик[367].
- Джимакс (83) — итальянский автогонщик[368].
- Димитров, Явор (59) — болгарский композитор[369].
- Жуковский, Сергей Евгеньевич (51) — российский военный деятель, генерал-майор Росгвардии[370].
- Кабальеро, Хосе Луис (65) — мексиканский футболист, игравший в национальной сборной[371].
- Кастро, Антун (74) — колумбийский актёр и композитор[372].
- Константайн, Сторм (64) — английская писательница, писавшая в жанрах научной фантастики и фэнтези[373].
- Логан, Винсент Пол (79) — шотландский католический прелат, епископ Данкельдский (1981—2012)[374].
- Мошински, Элайджа (75) — австралийский оперный, театральный и телевизионный режиссёр[375].
- Никитин, Александр Борисович (59) — советский и российский футболист, тренер[376].
- Пелеканакис, Леонидас (58) — греческий спортсмен (парусный спорт), участник летних Олимпийских игр в Лос-Анджелесе (1984), в Сиднее (2000), в Афинах (2004)[377].
- Поросенков, Владимир Сергеевич (90) — советский и российский хирург, народный врач СССР[378].
- Рантанен, Юрьё (70) — финский шахматист, гроссмейстер (1981)[379].
- Ричман, Питер Марк (93) — американский актёр[380].
- Серебряный, Аркадий Яковлевич (83) — советский и российский историк и востоковед[381].
- Скрипачёва, Ираида Борисовна (89) — советская и российская общественная деятельница, руководитель общественной организации «Жители блокадного Ленинграда»[382].
- Сулик, Иван — словацкий историк и литературовед[383].
- Хасан, Борис Иосифович (72) — советский и российский психолог и педагог, доктор психологических наук (1996), профессор, директор Института психологии практик развития СО РАО (с 1999)[384].
- Хименес, Хорхе (69) — аргентинский актёр[385].
- Щемелёв, Леонид Дмитриевич (97) — советский и белорусский художник[386] Архивная копия от 3 февраля 2021 на Wayback Machine.
- Эль-Шериф, Сафват (87) — египетский государственный деятель, министр печати и массовой информации Египта[387].

## 13 января
- Баранов, Юрий Константинович (87) — советский и российский писатель и литературный переводчик[388].
- Баркли, Дэвид (86) — британский бизнесмен, владелец компании Telegraph Media Group[389].
- Бобынэ, Лидия (73) — молдавская журналистка и писательница, дочь писателя Василе Василаке[390].
- Богерт, Тим (76) — американский рок-певец и рок-музыкант, участник группы Vanilla Fudge[391].
- Бут, Никки (40) — британский боксёр[392].
- Васс, Габор (64) — венгерский актёр[393].
- Горайеб, Анри (85) — французский пианист и музыкальный деятель[394].
- Гусев, Дмитрий Николаевич (45) — российский актёр театра и кино[395].
- Ди Соуза, Наталия (73) — португальская актриса[396].
- Робер, Жоэль (77) — бельгийский мотогонщик, шестикратный чемпион мира по мотокроссу (1964, 1968—1972)[397].
- Кайриша, Астрида (79) — советская и латвийская актриса, артистка Латвийского национального театра (1968—2019), народная артистка Латвийской ССР (1986)[398].
- Канненберг, Бернд (78) — западногерманский легкоатлет, чемпион летних Олимпийских игр в Мюнхене в ходьбе на 50 км (1972)[399].
- Монтгомери, Лиза (52) — американская убийца; казнена[400].
- Нопола, Синикка (67) — финская детская писательница и журналистка[401].
- Петерсон, Торд (94) — шведский киноактёр[402].
- Пэкурариу, Мирча (88) — румынский историк, священник Румынской православной церкви, действительный член Румынской академии (2015)[403].
- Сарнез, Мариэль де (69) — французский государственный деятель, депутат Европейского парламента (2009—2017) и Национального собрания (с 2017), министр (2017)[404].
- Сейюм Месфин (71) — эфиопский государственный деятель, министр иностранных дел Эфиопии (1991—2010), убийство[405].
- Сильвен Сильвен (69) — американский рок-гитарист[406].
- Сорокотягин, Игорь Николаевич (83) — советский и российский правовед, доктор юридических наук, профессор кафедры криминалистики Уральского государственного юридического университета, заслуженный юрист Российской Федерации[407].
- Тарталья, Филипп (70) — шотландский католический прелат, архиепископ Глазго (с 2012)[408] Архивная копия от 25 января 2021 на Wayback Machine.
- Фишбахер, Зигфрид (81) — немецко-американский иллюзионист[409].
- Ценич, Боривое (90) — сербский баскетболист и тренер[410].
- Шейд, Эузебиу Оскар (88) — бразильский кардинал, архиепископ Флорианополиса (1991—2001) и Сан-Себастьян-до-Рио-де-Жанейро (2001—2009)[411].

## 12 января
- Аль Сауд, Халид бен Абдулла (83) — саудовский миллиардер, член Королевского дома Саудовской Аравии[412].
- Аполлинарий (Дубинин) (71) — российский химик и старообрядческий деятель[413].
- Арок, Фрэнк (88) — австралийский футболист и тренер[414].
- Ачи, Джеральд (68) — тринидадский барабанщик, мастер игры на джембе[415].
- Булдаков, Олег Васильевич (81) — советский и российский журналист, корреспондент ТАСС[416].
- Вукадинович, Милюрко (68) — сербский поэт[417].
- Гатилова, Евгения Ильинична (99) — советский и российский скульптор, народный художник Российской Федерации (2006)[418].
- Де Граф, Вим (89) — нидерландский конькобежец[419].
- Дубинина, Ирина Сергеевна (97) — советская пианистка, заслуженный деятель искусств РСФСР (1981)[420].
- Енгибарян, Жак (85) — советский и армянский театральный актёр, артист Ереванского театра музыкальной комедии[421].
- Загидуллин, Фарит Рифкатович (49) — российский театральный актёр, артист Хакасского русского драматического театра[422].
- Ишуткин, Николай Иванович (66) — советский и российский эрзянский поэт и журналист[423].
- Карасёв, Денис Анатольевич (57) — советский и российский актёр Театра имени Маяковского, Ленкома и кино[424].
- Кедс, Марк (50) — американский рок-музыкант, участник панк-рок-группы Senseless Things[425].
- Комарек, Леош (88) — словацкий оперный и эстрадный режиссёр[426].
- Крихэлмяну, Флорентин (61) — иерарх Румынской грекокатолической церкви, епископ Клуж-Герлыйский (с 2002)[427].
- Лозовану, Константин (74) — молдавский судья Конституционного суда Молдавии (1998—2004)[428].
- Лумельский, Ян Петрович (90) — советский, российский и израильский учёный в области статистических методов, доктор физико-математических наук (1990), профессор (1991) (о смерти объявлено в этот день)[429].
- Магадеев, Риза Рафаилович (48) — российский башкирский актёр, артист Салаватского драмтеатра (с 1993)[430].
- Матвеенко, Александр Макарович (81) — советский и российский учёный в области машиностроения, ректор МАИ (1992—2007), академик РАН (2003)[431].
- Мехиа Флорес, Альваро (80) — колумбийский легкоатлет (бег на длинные дистанции), участник летних Олимпийских игр в Токио (1964), в Мехико (1968), в Мюнхене (1972)[432].
- Миа, Сидик (59) — малавийский бизнесмен и политический деятель, министр транспорта Малави[433].
- Микулич, Алексей Игнатьевич (86) — советский и российский антрополог, доктор биологических наук (1991), профессор (1994)[434].
- Нтумба, Калала (72) — заирский футболист, игравший в национальной сборной[435].
- Передо Лейге, Освальдо (79) — боливийский революционер[436].
- Пинеда Барнет, Энрике (87) — кубинский режиссёр, сценарист и критик[437].
- Приходько, Борис Фёдорович (81) — советский и российский военно-морской деятель, заместитель командующего ТОФ СССР (1983—1989), вице-адмирал (1989)[438].
- Протопопов, Владимир Александрович (95) — советский и российский экономист, кандидат экономических наук, профессор МГУ[439].
- Семыкина, Людмила Николаевна (96) — советская и украинская художница и мастер декоративного искусства[440].
- Станоевич, Богдан (62) — румынский актёр и политический деятель[441].
- Таненкова, Тамара Филипповна (76) — советская и российская художница[442].
- Фёдоров, Валентин Петрович (81) — российский государственный деятель, губернатор Сахалинской области (1991—1993), член-корреспондент РАН (2011)[443].
- Филарет (Вахромеев) (85) — иерарх БПЦ, митрополит Минский и Слуцкий, Патриарший экзарх всея Беларуси (1978—2013), Герой Беларуси (2006)[444].
- Шиманский, Александр Петрович (71) — украинский хореограф, главный балетмейстер Хмельницкого музыкально-драматического театра[445].

## 11 января
- Абдуллоев, Курбонали (57) — таджикский певец[446].
- Адельсон, Шелдон (87) — американский бизнесмен, основатель корпорации Las Vegas Sands[447].
- Алексакис, Василис (77) — греческий и французский писатель[448].
- Брэнсон, Ева (96) — британский филантроп, мать Ричарда Брэнсона[449].
- Верчагин, Валерий Иванович (73) — советский и киргизский деятель органов госбезопасности, первый заместитель министра национальной безопасности Киргизской Республики, генерал-полковник[450].
- Гальдо, Оскар Орасио (68) — аргентинский актёр[451].
- Джонсон, Ховард (79) — американский джазовый музыкант[452].
- Драбер, Этьен (81) — французский актёр[453].
- Кауфман, Владимир Львович (71) — советский и российский музыкальный продюсер[454].
- Колдышкин, Владимир Николаевич (61) — советский спортсмен и тренер по академической гребле[455].
- Коннери, Дональд (94) — американский фотожурналист[456].
- Лысенко, Ариадна Остаповна (99) — советская и украинская пианистка, внучка Н. В. Лысенко[457].
- Накати, Сигеё (115) — японская долгожительница[458].
- Новикова, Елена Чеславовна (97) — советский и российский педиатр-неонатолог, доктор медицинских наук (1967), профессор, заслуженный деятель науки РСФСР, заместитель министра здравоохранения СССР (1972—1984)[459].
- Озолиньш, Леопольд (83) — политический деятель, неоднократный депутат Сейма Латвии[460].
- Раков, Николай Сергеевич (77) — советский и российский ботаник, флорист и геоботаник[461].
- Раптакис, Панайотис — греческий актёр[462].
- Ревенко, Алексей (63) — молдавский радиоведущий и журналист[463].
- Селюнин, Сергей Геннадьевич (62) — советский и российский рок-музыкант, автор и исполнитель песен, лидер группы «Выход»[464].
- Топалов, Йовчо (89) — болгарский хирург, член-корреспондент Болгарской академии наук[465].
- Торнтон, Уильям Эдгар (91) — американский астронавт[466].
- Хахалейшвили, Давид Ростомович (49) — грузинский дзюдоист, чемпион летних Олимпийских игр в Барселоне (1992)[467].
- Хеддл, Кэтлин (55) — канадская гребчиха, трёхкратная чемпионка летних Олимпийских игр: в Барселоне — дважды (1992) и в Атланте (1996)[468].
- Холикназар, Уктам (80) — советский и таджикский писатель, переводчик и языковед[469].
- Хрупин, Сергей Яковлевич (65) — российский актёр Томского ТЮЗа, заслуженный артист Российской Федерации (1995)[470].
- Читре, Шашикумар Мадхусудан (84) — индийский математик и астрофизик, президент Индийской астрономической ассоциации[471].
- Энцо, Фабио (74) — итальянский футболист[472].

## 10 января
- Аль-Джайар, Хади (71) — египетский актёр[473].
- Анастасьев, Николай Аркадьевич (80) — советский и российский литературовед[474].
- Вайсман, Анатолий Михайлович (76) — советский и российский инженер и автомобильный журналист[475].
- Васин, Александр Николаевич (71) — советский футболист («Шахтёр» Донецк)[476].
- Дычковский, Адам (88) — польский прелат, епископ Зелёна-Гурский и Гожувский (1993—2007)[477].
- Ибрагимов, Ризван Нажмудинович (63) — чеченский публицист[478].
- Ин Пэйань (73) — сингапурский писатель[479].
- Кампос, Гильермо (92) — перуанский актёр-комик[480].
- Касадо, Педро (83) — испанский футболист, выступавший на позиции защитника; двукратный победитель Кубка Европейских чемпионов в составе мадридского «Реала»[481].
- Катаева, Елена Георгиевна (64) — российский политолог, доктор политических наук, ректор МГТУ «СТАНКИН» (c 2018)[482].
- Курбатов, Александр Васильевич (92) — советский и российский организатор производства, директор завода ЗИМ (1977—1992), Герой Социалистического Труда (1986)[483].
- Мабулу, Кристофер (30) — французский футболист («Бастия»)[484].
- Ориоль, Юбер (68) — французский автогонщик, трёхкратный победитель Ралли «Дакар» (1981, 1983, 1992)[485].
- Реджепов, Реджеп Джумаевич (76) — советский и туркменский композитор, народный артист Туркменистана (1998)[486].
- Русецкий, Аркадий Владимирович (78) — советский и белорусский историк, философ, культуролог, ректор Витебского университета (1997—2009)[487].
- Соккорсо, Фабрицио (78) — итальянский врач и медицинский эксперт, личный врач Папы Римского Франциска[488].
- Стрэйн, Джули (58) — американская актриса и фотомодель[489].
- Тайбо, Вальтер (89) — уругвайский футболист, игравший за национальную сборную[490].
- Тураби, Насир (75) — пакистанский поэт[491].
- Холшевников, Константин Владиславович (80) — советский и российский астроном, доктор физико-математических наук (1971), профессор кафедры небесной механики СПбГУ (1975), заслуженный деятель науки Российской Федерации (2009)[492].
- Цукерман, Янку (98) — румынский общественный деятель, председатель Ассоциации евреев Румынии, переживших Холокост[493].
- Цыганков, Эрнест Сергеевич (85) — советский и российский тренер по авто- и мотоспорту, заслуженный тренер России[494].

## 9 января
- Аманг, Бедду (84) — индонезийский государственный деятель, министр продовольствия Индонезии[495].
- Ардила, Альфредо (74) — колумбийский нейропсихолог[496].
- Ашрафи, Мехди Аттар (72) — иранский тяжелоатлет, участник летних Олимпийских игр в Монреале (1976)[497].
- Бабенко, Алексей Алексеевич (97) — советский передовик сельского хозяйства, Герой Социалистического Труда (1981)[498].
- Бобров, Андрей Андреевич (67) — российский актёр, артист Театра Северного флота[499].
- Браматкин, Максим Леонидович (41) — российский актёр кино, театра и телевидения, режиссёр и сценарист[500].
- Выхованец, Иван Романович (85) — советский и украинский языковед, член-корреспондент НАНУ (1992)[501].
- Галушко, Виктор Георгиевич (86) — советский и российский конструктор самолётов и тактических противорадиолокационных и противокорабельных управляемых ракет, лауреат Государственной премии СССР[502].
- Доронин, Борис Григорьевич (92) — советский и российский китаевед, доктор исторических наук, профессор кафедры истории стран Дальнего Востока СПбГУ[503].
- Костюченко, Михаил Иванович (90) — советский и украинский деятель промышленного производства, Герой Украины (2004)[504].
- Лэйн, Коуди (34) — американская порноактриса; ДТП[505].
- Мокроусов, Анатолий Алексеевич (77) — украинский политический деятель, депутат Верховной рады (1990—2006)[506].
- Нави, Эзра (69) — израильский леворадикальный политический активист[507].
- Онучин, Алексей Павлович (86) — советский и российский физик, доктор физико-математических наук, профессор НГТУ-НЭТИ[508].
- Перевозчиков, Илья Васильевич (81) — советский и российский антрополог, доктор биологических наук (1994), сотрудник Института и Музея антропологии МГУ[509].
- Рабинович, Михаил Исакович (80) — советский и российский театральный режиссёр, главный режиссёр (1984—1998) и художественный руководитель (с 1998) Русского театра драмы Башкортостана, заслуженный деятель искусств Российской Федерации (1999)[510].
- Руснак, Игорь (84) — словацкий драматург, кино- и телесценарист[511].
- Савинский, Сергей Никитович (96) — российский конфессиональный историк евангельских христиан-баптистов[512].
- Сидоров, Валентин Михайлович (92) — советский и российский живописец, народный художник СССР (1988), академик АХ СССР/РАХ (1988)[513].
- Симан, Филип (86) — канадский нейрофармаколог[514].
- Соланки, Мадхав Сингх (94) — индийский государственный деятель, министр иностранных дел Индии (1991—1992), главный министр Гуджарата (1976—1977, 1980—1985, 1989—1990)[515].
- Сорокун, Валерий Иванович (79) — советский и российский врач, главный врач санатория «Кисегач», заслуженный врач Российской Федерации[516].
- Филип, Франтишек (90) — чешский кинорежиссёр[517].
- Халатников, Исаак Маркович (101) — советский и российский физик-теоретик, директор Института теоретической физики (1965—1992), академик РАН (1991; академик АН СССР с 1984)[518].
- Шиняев, Олег Иванович (70) — советский и российский актёр, артист Архангельского театра кукол, заслуженный артист Российской Федерации (2009)[519].
- Эрнандес, Роберто (54) — мексиканский продюсер[520].
- Япиньш, Харийс Карлович (90) — советский велогонщик и тренер, заслуженный тренер СССР (1966)[521].

## 8 января
- Апрелев, Сергей Вячеславович (69) — российский общественный деятель, историк, журналист[522].
- Асуахе Перес, Кастор Освальдо (69) — венесуэльский католический епископ[523].
- Брюс, Эд (81) — американский кантри-музыкант, композитор и актёр[524].
- Генри, Майк (84) — американский футболист и киноактёр[525].
- Гецелев, Борис Семёнович (80) — советский и российский композитор[526].
- Дарлинг, Дэвид (79) — американский виолончелист и композитор[527].
- Дзантиев, Анатолий Александрович (79) — советский и российский осетинский писатель и художник[528].
- Димер, Евгения Александровна (95) — русская поэтесса второй волны эмиграции (о смерти сообщено в этот день)[529].
- Залевский, Генрих Владиславович (83) — советский и российский психолог, профессор томских вузов ТГПУ и ТГУ, член-корреспондент РАО (1992)[530].
- Карвер, Стив (75) — американский кинорежиссёр[531][532].
- Лейтин, Александр Юрьевич (90) — советский и российский педагог, заслуженный учитель Российской Федерации (1991)[533].
- Линхарт, Антонин (Тони Линхарт, Тоник Линхарт) (80) — чешский фолк-певец, гитарист и композитор[534].
- Малыгина, Инна Михайловна (79) — советский и российский деятель образования, директор Санкт-Петербургской детской школы искусств имени М. Л. Ростроповича, заслуженный работник культуры Российской Федерации (2006)[535].
- Миллей, Диана (86) — американская актриса телевидения[536].
- Нанквилл, Джордж Уильям (95) — британский легкоатлет, бронзовый призёр чемпионата Европы в беге на 1500 м (1950)[537].
- Натхо, Кадыр (93) — адыгейский писатель и общественный деятель[538].
- Негробов, Олег Павлович (79) — советский и российский энтомолог, доктор биологических наук (1984), профессор ВГУ (1987)[539].
- Нидерле, Иво (91) — чешский актёр театра и кино[540].
- Олэреску, Влад (69) — молдавский публицист и сценарист[541].
- Поддьяков, Николай Николаевич (91) — советский и российский психолог, академик АПН СССР/РАО (1990)[542].
- Салами, Адельбайо (?) — нигерийский политик, член Сената Нигерии[543].
- Сюй Циньсянь (85) — китайский военный деятель, командующий 38-й армейской группой, генерал-майор Народно-освободительной армии КНР[544].
- Тивяков, Сергей Дмитриевич (80) — советский и российский географ, картограф, краевед и эколог[545].
- Третьяков, Владимир Евгеньевич (84) — советский и российский учёный в области механики, ректор (1993—2006) и президент (2007—2011) УрГУ, член-корреспондент РАН (2000)[546].
- Трибой, Пётр Георгиевич (64) — российский юрист, глава следственно-оперативной группы Генеральной прокуратуры России, расследовавшей убийство Владислава Листьева[547].
- Трушкин, Сергей Петрович (61) — начальник управлений ФСБ России по Кировской области (2010—2014) и по Северной Осетии (2014—2019), генерал-лейтенант[548].
- Фостий, Иван Петрович (92) — украинский историк и публицист[549].
- Хесин, Ефим Самуилович (89) — советский и российский экономист[550].
- Черняев, Христо (90) — болгарский поэт[551].
- Шилов, Виктор Григорьевич (75) — советский хоккеист («Динамо» Москва)[552].
- Шульман, Леонид Абрамович (89) — советский, российский и американский дирижёр[553].
- Элиашберг, Герасим Матвеевич (90) — советский и российский физик-теоретик, академик РАН (2000)[554].
- Эретова, Квета (94) — чешская шахматистка, гроссмейстер (1986)[555].

## 7 января
- Али-Заде, Рафик Гусейнович (71) — советский футболист и российский тренер по мини-футболу, заслуженный тренер России[556].
- Аполинарио, Алекс (24) — бразильский футболист («Крузейро», «Алверка»)[557].
- Белкин, Павел Николаевич (75) — советский и российский учёный и деятель образования, профессор кафедры физики КГУ, доктор технических наук[558]
- Бужор, Леонид (65) — молдавский политик, министр образования (2009—2011) и депутат (2005—2009)[559].
- Гвоздиков, Юрий Иванович (79) — советский и российский театральный режиссёр, главный режиссёр Красноярского музыкального театра, заслуженный деятель искусств Российской Федерации (2001)[560].
- Григович, Игорь Николаевич (88) — советский и российский детский хирург, доктор медицинских наук (1981), профессор, заслуженный врач Российской Федерации (1997)[561].
- Гумперт, Томас (68) — немецкий актёр[562].
- Даглдиян, Калуст Тигранович (74) — советский и российский художник[563].
- Калиткин, Николай Николаевич (85) — советский и российский математик, член-корреспондент РАН (1991)[564].
- Киселёв, Владимир Викторович (64) — советский легкоатлет, чемпион летних Олимпийских игр в Москве в толкании ядра (1980), заслуженный мастер спорта СССР (1980)[565].
- Корзун, Лев Игнатьевич (95) — советский и российский военный журналист и писатель, генерал-майор[566].
- Ласерда, Женивал (89) — бразильский певец и композитор[567].
- Новицкий, Вячеслав Викторович (74) — российский патофизиолог, ректор СибГМУ (1997—2014, г. Томск), академик РАМН (2005—2013), академик РАН (2013)[568].
- Поджуцкий, Вавжинец (59) — польский писатель-фантаст[569].
- Рычагов, Александр Васильевич (64) — советский игрок в хоккей с мячом, двукратный чемпион мира (1979, 1985), заслуженный мастер спорта СССР (1985)[570].
- Рэмси, Мэрион (73) — американская актриса и певица[571].
- Томпсон, Дирон (55) — американский киноактёр[572].
- Трубников, Андрей Вадимович (60/61) — российский предприниматель, создатель косметических брендов[573].
- Хлевинский, Валерий Михайлович (77) — советский и российский актёр театра и кино, народный артист Российской Федерации (2002)[574].
- Цвеич, Бисерка (97) — сербская оперная певица (меццо-сопрано)[575].
- Швери, Анри (88) — швейцарский кардинал, епископ Сьона (1977—1995)[576].
- Шиэн, Нил (84) — американский журналист, лауреат Пулитцеровской премии (1989)[577].
- Щедрин, Борис Михайлович (86) — российский математик, доктор физико-математических наук (1992), профессор (1993), заслуженный деятель науки Российской Федерации (2002), сотрудник ВМК МГУ[578].
- Эптед, Майкл (79) — британский и американский кинорежиссёр, продюсер, сценарист и актёр[579].
- Яковлев, Пётр Яковлевич (70) — советский и российский поэт, языковед, переводчик[580].

## 6 января
- Алиев, Басир Хабибович (71) — дагестанский экономист, доктор экономических наук, профессор[581].
- Аминов, Тельман Газизович (84) — советский и российский химик, доктор химических наук, профессор[582].
- Бирюков, Владимир Афанасьевич (87) — советский и российский государственный деятель, губернатор Камчатской области (1991—2000)[583].
- Бэббит, Эшли (35) — ветеран ВВС США, участница ряда вооружённых конфликтов; убита[584].
- Вальдес, Антонио (92) — мексиканский актёр и комик[585].
- Гнат, Эдвард (80) — польский аграрий и политический деятель, депутат Сейма[586].
- Кисасунда, Луди (89) — ангольский военный и государственный деятель, член Политбюро ЦК МПЛА (1974—1979), директор ДИСА (1975—1979), губернатор Маланже (1980—1986) и Заире (1995—2004)[587].
- Которобай, Михаил (69) — молдавский юрист, депутат Парламента, судья Конституционного суда Молдовы[588].
- Лемешев, Михаил Яковлевич (94) — советский и российский экономист и общественный деятель, доктор экономических наук, профессор[589].
- Наливаев, Анатолий Александрович (89) — белорусский художник, реставратор, музыкант, кантор[590].
- Рахлис, Лев Яковлевич (84) — русский детский поэт[591].
- Соукуп, Ян (78) — чешский хоккеист и тренер[592].
- Стеклач, Войтех (74) — чешский писатель[593].
- Титов, Сергей Алексеевич (76) — советский и российский психофизиолог, доктор психологических наук (1986), профессор института психологии РГГУ (1999)[594].
- Трифонов, Филипп (73) — болгарский актёр театра и кино[595].
- Фирсенков, Анатолий Иванович (82) — советский и российский организатор производства, директор завода «Магнетон»[596].
- Эдуок, Нсикак (73) — нигерийский военный деятель, маршал авиации, начальник штаба ВВС Нигерии (1996—1999)[597].

## 5 января
- Алескеров, Эльхан (65) — азербайджанский писатель, журналист, военный и общественный деятель[598].
- Бахвалов, Юрий Алексеевич (90) — советский и российский учёный в области электромеханики, доктор технических наук (1974), профессор (1976), заслуженный деятель науки Российской Федерации (1997)[599].
- Бедоев, Виктор Дмитриевич (73) — российский живописец, дизайнер, заслуженный художник РФ, почётный член РАХ[600].
- Бекузарова, Сарра Абрамовна (83) — российский селекционер, доктор сельскохозяйственных наук (1995), профессор кафедры растениеводства ГГАУ (1998), заслуженный деятель науки Российской Федерации[601].
- Белл, Колин (74) — английский футболист, игрок «Манчестер Сити» и национальной сборной[602].
- Бранданзиньо II (90) — бразильский футболист[603].
- Бретт, Боб (67) — австралийский тренер по теннису[604].
- Бусол, Феликс Иосифович (92) — советский физик, директор Всесоюзного научно-исследовательского института материалов электронной техники (1965—1988)[605].
- Бяков, Евгений Александрович — советский и российский баскетбольный арбитр, судья всероссийской и всесоюзной категории[606].
- Гасик, Михаил Иванович (91) — советский и украинский учёный в области металлургии, академик АН УССР/НАНУ (1990), иностранный член РАН (2003)[607].
- Де Андрада, Жозе Тамм Бонифасиу (90) — бразильский юрист и политический деятель, депутат парламента Бразилии (1979—2019)[608].
- Желев, Михаил (77) — болгарский легкоатлет, чемпион Европы в беге с препятствиями на 3000 метров (1969)[609].
- Жилко, Алексей Николаевич (75) — латвийский религиозный деятель, глава Центрального совета Древлеправославной поморской церкви Латвии[610].
- Кажибаев, Амангельды Кажибаевич (77) — казахстанский государственный деятель, аким Семея (2002—2004) и Усть-Каменогорска (2004—2005)[611].
- Кало, Эмил (70) — болгарский экономист, писатель и публицист[612].
- Ким Чен Йель (91) — южнокорейский художник[613].
- Клаас, Хельмут (94) — немецкий бизнесмен, глава компании CLAAS по производству сельхозтехники[614].
- Корпонай, Тиберий Тибериевич (62) — советский и украинский футболист и тренер[615].
- Крушлинский, Валерий Иванович (78) — российский градостроитель, доктор архитектуры, профессор, почётный член РААСН[616][617].
- Кутильейру, Жоау (83) — португальский скульптор[618].
- Лекай, Кристе (85) — албанский дирижёр[619].
- Львова-Эберле, Лидия (100) — польская участница антинацистского и антикоммунистического сопротивления[620].
- Нюбауэр, Джонас (39) — американский профессиональный игрок в тетрис, семикратный чемпион мира[621].
- Осмаев, Амин Ахмедович (72) — политический деятель, член Совета Федерации (1996—1998)[622].
- Павлишин, Стефания Стефановна (90) — украинский музыковед[623].
- Ричардсон, Джон (86) — английский киноактёр[624].
- Романов, Игорь Матвеевич (69) — казахстанский футбольный тренер[625].
- Сиренко, Анатолий Федотович (90) — советский и украинский физик, доктор физико-математических наук (1972), заслуженный профессор Харьковского университета[626].
- Стрелко, Владимир Васильевич (83) — украинский физикохимик, директор Института сорбции и проблем эндоэкологии НАН Украины (1991—2017), академик НАНУ (1995)[627].
- Титов, Анатолий Кириллович (74) — белорусский историк, геральдист и сфрагист[628].

## 4 января
- Бекмуратов, Тулкун Файзиевич (85) — советский и узбекский учёный, доктор технических наук, профессор, академик Академии наук Узбекистана[629].
- Бурханов, Геннадий Сергеевич (88) — советский и российский физикохимик, член-корреспондент РАН (2000)[630].
- Бутенко, Анатолий Иванович (82) — украинский экономист, доктор экономических наук (1992), профессор (1992), депутат Верховной рады (1990—1994)[631].
- Васильев, Николай Иванович (72) — советский и российский деятель науки, исследователь Антарктиды (в этот день стало известно о смерти)[632].
- Велтман, Мартинус (89) — нидерландский физик-теоретик, лауреат Нобелевской премии по физике (1999), иностранный член РАН (2016)[633].
- Камалов, Тагир Таузяхович (59) — российский дирижёр, основатель и художественный руководитель Национального симфонического оркестра Башкортостана[634].
- Кимеев, Валерий Макарович (68) — российский этнолог, специалист по коренным малочисленным народам Южной Сибири, доктор исторических наук, профессор Кемеровского государственного университета[635].
- Колохин, Павел Рустэмович (36) — российский пауэрлифтер, чемпион и рекордсмен России[636].
- Леончиков, Василий Емельянович (83) — советский и белорусский библиотечный деятель, библиограф и библиографовед (о смерти объявлено в этот день)[637].
- Ли Хюн Кам (88) — гонконгская актриса[638][639].
- Лои, Франко (90) — итальянский поэт[640].
- Маклер, Джон (86) — канадский хоккейный тренер и президент хоккейного клуба «Эдмонтон Ойлерз»[641].
- Новиков, Геннадий Фёдорович (79) — российский физик, доктор физико-математических наук, профессор МГУ (2012)[642].
- Пучков, Лев Александрович (82) — советский и российский учёный в области горной инженерии, ректор (1987—2007) и президент (2007—2012) Московского горного университета, член-корреспондент РАН (1991)[643].
- Робертс, Таня (65) — американская актриса, кинопродюсер и фотомодель[644].
- Ру, Альбер (85) — англо-французский шеф-повар и ресторатор[645].
- Сопкин, Иван Александрович (67) — советский и российский организатор производства, технический директор вертолётного завода «Миль и Камов»[646].
- Станкевич, Антоний (85) — польский римско-католический епископ, декан Трибунала Священной Римской Роты (2004—2012), доктор канонического права[647].
- Сьерра, Грегори (83) — американский актёр[648].
- Тагани, Джемиль (75) — албанский актёр[649].
- Томилова, Лариса Годвиговна (73) — российский химик, доктор химических наук (1996), профессор кафедры медицинской химии и тонкого органического синтеза химфака МГУ (2003)[650].
- Чижухин, Владимир Николаевич (81) — советский и российский конструктор по космосу[651].
- Шахов, Сергей Николаевич (65) — украинский и российский государственный деятель, министр чрезвычайных ситуаций Республики Крым (с 2014 года; в 2011—2014 годах — начальник Главного управления МЧС / ГСЧС Украины в Автономной Республике Крым)[652].
- Шелли, Барбара (88) — британская актриса[653].

## 3 января
- Адамопулос, Тассо (?) — французский альтист[654].
- Бруер, Ли (83) — американский драматург и театральный режиссёр[655].
- Випперман, Вольфганг (75) — немецкий историк[656].
- Граник, Генриетта Григорьевна (92) — советский и российский психолог, академик РАО (1995)[657].
- Дики, Эрик Джером (59) — американский писатель[658].
- Икэда, Наохира (80) — японский волейболист, серебряный призёр летних Олимпийских игр в Мехико (1968)[659].
- Марсден, Джерри (78) — английский музыкант, лидер группы Gerry & The Pacemakers[660].
- Мокрушев, Устин Александрович (95) — участник Великой Отечественной войны, полный кавалер ордена Славы[661].
- Парфёнов, Николай Дмитриевич (83) — советский хоккеист с мячом, защитник хоккейного клуба «Водник» (1956—1972). Почётный гражданин города Архангельска (2018)[662].
- Путкарадзе, Тариел (60) — советский и грузинский филолог, доктор филологических наук, профессор, член Верховного Совета Грузии[663].
- Рогачёв, Михаил Борисович (68) — российский историк и общественный деятель[664].
- Рубанов, Анатолий Иванович (83) — советский и российский передовик промышленного производства и партийный деятель, Герой Социалистического Труда (1966) (о смерти объявлено в этот день)[665].
- Самойлов, Сергей Геннадьевич (70) — советский и российский журналист, сотрудник бюро АПН по Латинской Америке[666].
- Уэстман, Айрис (115) — американская долгожительница[667].
- Шаковец, Анатолий Григорьевич (70) — российский график, живописец, художник книги[668].
- Штефанович, Татьяна (86) — словацкий археолог, историк и педагог[669].

## 2 января
- Араду, Клебер (47) — бразильский футболист[670].
- Атаев, Артём Ерёмович (82) — советский и российский учёный, доктор технических наук (1984), профессор кафедры светотехники МЭИ[671].
- Бейтсон, Мэри Катрин (81) — американская писательница и культурный антрополог[672].
- Ватинян, Рудольф Мамиконович (79) — советский и армянский кинооператор[673].
- Горбачик, Владимир Евгеньевич (81) — белорусский учёный в области технологии и конструирования изделий из кожи, доктор технических наук (1998), профессор (2000)[674].
- Дмитриев, Владимир Николаевич (64) — российский журналист[675].
- Додон, Анатолий Гаврилович (68) — российский деятель культуры, директор Астраханского цирка (1991—2016)[676].
- Кейта, Модибо (78) — малийский государственный деятель, премьер-министр (2002, 2015—2017)[677].
- Коренев, Владимир Борисович (80) — советский и российский актёр театра и кино, народный артист Российской Федерации (1998)[678].
- Кошич, Йозеф (92) — словацкий легкоатлет и тренер[679].
- Саух, Юрий Васильевич (69) — советский футболист и российский тренер[680].
- Сигов, Виктор Ивглафович (69) — экономист, социолог, доктор социологических наук, профессор[681].
- Сингх, Бута (86) — индийский государственный деятель, министр сельского хозяйства Индии (1984—1986), внутренних дел (1986—1989)[682].
- Смеянович, Арнольд Фёдорович (82) — белорусский нейрохирург, академик НАН Беларуси (2009)[683] Архивная копия от 2 января 2021 на Wayback Machine.
- Сорокина, Тамара Афанасьевна (89) — советская и российская оперная певица, народная артистка РСФСР (1973)[684].
- Тамоян, Азиз (83) — глава езидской общины Армении, депутат Национального собрания Армении[685].
- Уэстфал, Пол (70) — американский баскетболист и тренер[686].
- Форментини, Марко (90) — итальянский государственный деятель, мэр Милана (1993—1997), депутат Европейского парламента (1994—2004)[687].
- Шадрин, Александр Васильевич (50) — российский журналист[688].

## 1 января
- Веринг, Ян (66) — немецкий драматург и музыкант[689].
- Верлан, Марк Александрович (57) — молдавский художник[690].
- Гаффаров, Абдулахат (Ахат Гаффар) (72) — советский и российский татарский писатель[691].
- Гинеду, Бернар (73) — французский футболист и футбольный менеджер[692].
- Гордон, Элмайра Минита (90) — белизский государственный деятель, генерал-губернатор Белиза (1981—1993)[693].
- Данилов, Олег Даниилович (71) — советский и российский драматург и сценарист[694].
- Джорлев, Зоран (53) — северомакедонский скрипач[695].
- Ефремов, Анатолий Васильевич (87) — советский и российский физик-теоретик, сотрудник ОИЯИ[696].
- Иден, Марк (92) — английский актёр[697].
- Карму, Карлуш ду (81) — португальский певец[698].
- Ковач, Эмилия (89) — первая леди Словакии, вдова президента страны Михала Ковача[699].
- Коста, Пьерантонио (81) — итальянский дипломат, бизнесмен и публицист[700].
- Логвинов, Виктор Николаевич (72) — российский архитектор, первый вице-президент Союза архитекторов России, заслуженный архитектор Российской Федерации, член-корреспондент РААСН[701].
- Лозовский, Сергей Владимирович (57) — украинский художник, заслуженный художник Украины[702].
- Месбах-Йезди, Мухаммад-Таги (86) — иранский религиозный и политический деятель, аятолла[703].
- Пашнев, Эдуард Иванович (87) — русский поэт, прозаик, драматург, публицист[704].
- Рейли, Лиам (65) — ирландский певец и автор песен[705].
- Роблеро Суньига, Боливар (61) — мексиканский журналист и писатель[706].
- Рябый, Николай Александрович (84) — украинский писатель[707].
- Саймонс, Томас (91) — канадский учёный, президент Университета Трента (1961—1972)[708].
- Свешников, Антон Вадимович (52) — российский историк-медиевист, доктор исторических наук (2011), профессор кафедры всеобщей истории Омского государственного университета (2013)[709].
- Тарасенко, Феликс Петрович (88) — советский и российский учёный в области системного анализа, доктор технических наук, заслуженный профессор ТГУ (Томск), заслуженный деятель науки и техники РСФСР (1990)[710].
- Тахер, Абдул Хаким Аль- (70) — суданский театральный режиссёр и актёр[711].
- Фёдоров, Василий Игнатьевич (87) — советский партийный деятель[712].
- Фукумото, Сэйдзо (77) — японский актёр[713].
- Черданцев, Александр Фёдорович (95) — советский и российский правовед, доктор юридических наук, профессор кафедры теории государства и права Уральского государственного юридического университета, заслуженный деятель науки Российской Федерации (1997)[714].
- Харитонова, Зоя Васильевна (84) — советский и российский архитектор, советник Российской академии архитектурных и строительных наук. заслуженный архитектор России[715].
- Чернов, Юрий Николаевич (83) — советский и российский фармаколог, доктор медицинских наук (1991), профессор[716].
- Этиянг, Поль (82) — угандийский политический деятель, заместитель премьер-министра Уганды (1996—1999)[717] Архивная копия от 8 января 2021 на Wayback Machine.